# Thailand Route 201

Schild der Schnellstraße 201

Die Thailand Route 201 (Thai: ทางหลวงแผ่นดินหมายเลข 201 Deutsch: Nationalstraße Nr. 201, auch: ถนนสีคิ้ว-เชียงคาน Straße Sikhio-Chiang Khan) ist eine teilweise vierspurig ausgebaute Schnellstraße in Thailand. Die Straße zweigt in Sikhio in der Provinz Nakhon Ratchasima von der Thanon Mittraphap ab und endet an der laotischen Grenze in Chiang Khan, einer Stadt der Provinz Loei. Die Grenze zwischen Thailand und Laos bildet der Fluss Mekong. Bis Chaiyaphum ist die Schnellstraße durchgehend vierspurig und bildet eine Umgehung um die Provinzhauptstadt Chaiyaphum. Danach ist sie nur abschnittsweise vollständig ausgebaut. Die Straße hat eine Länge von 382 Kilometer und durchquert Teile der Provinzen Nakhon Ratchasima, Chaiyaphum, Khon Kaen und Loei.

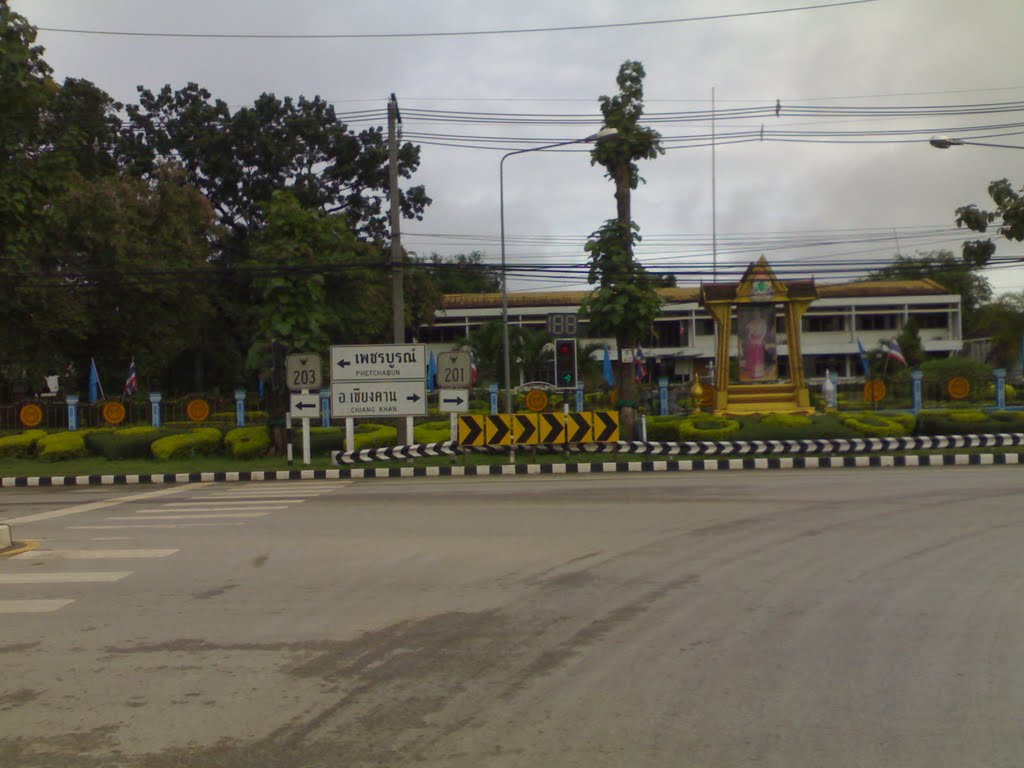
Abzweigung zur Thailand Route 203 nach Phetchabun
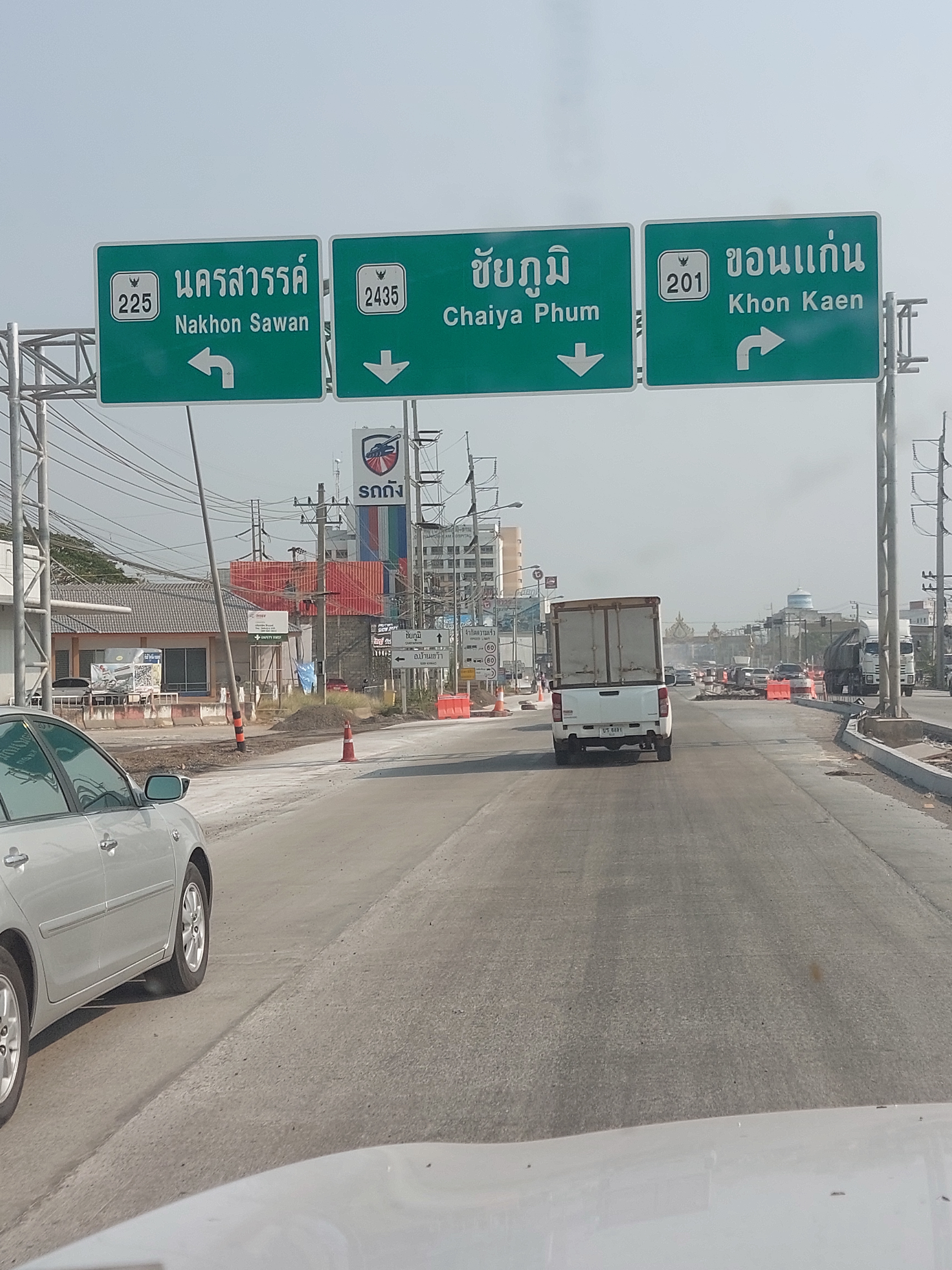
Abzweigung in die Umgebungsstraße von Chaiyaphum
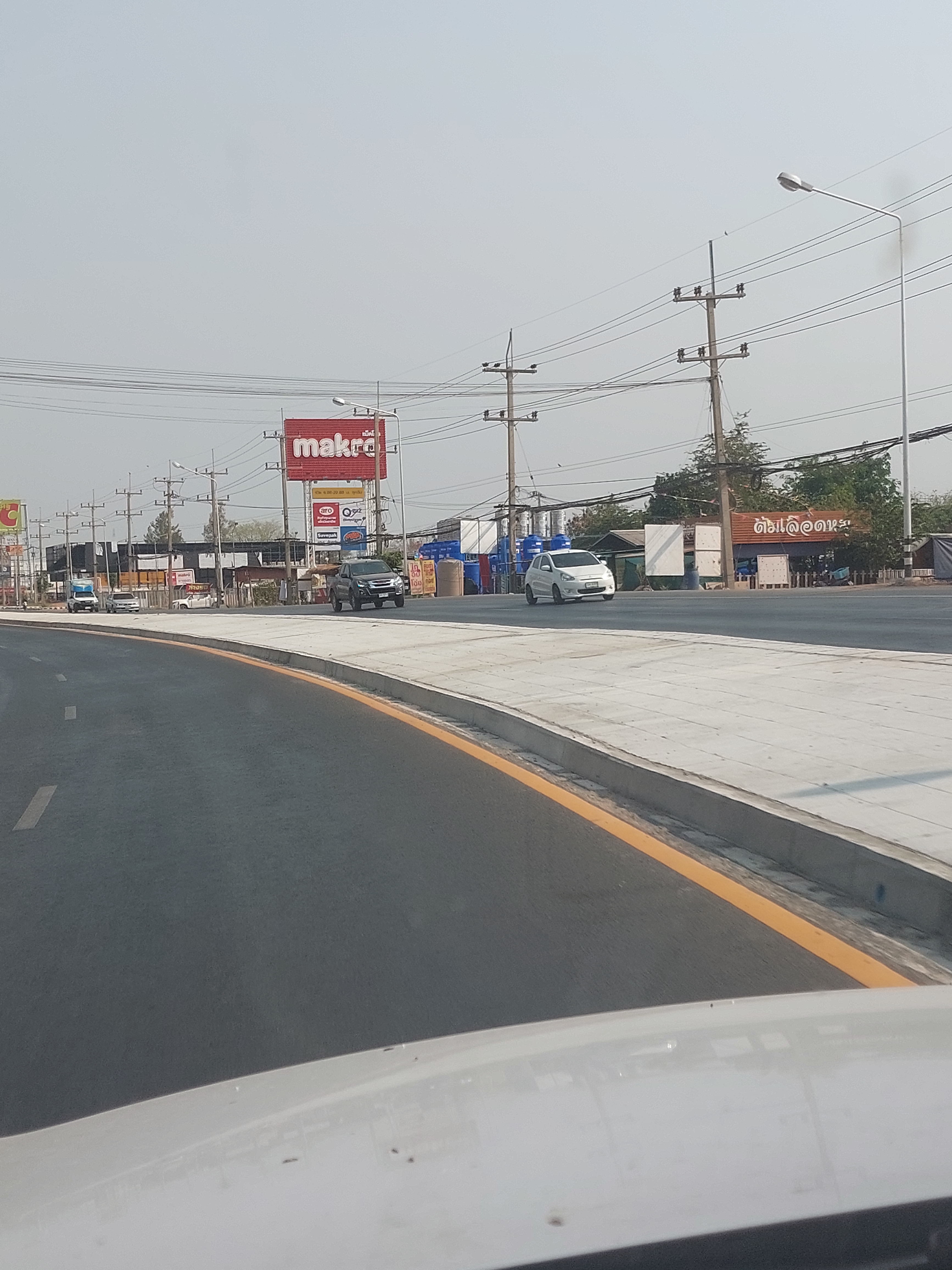
Thailand Route 201 in Baan Khaai
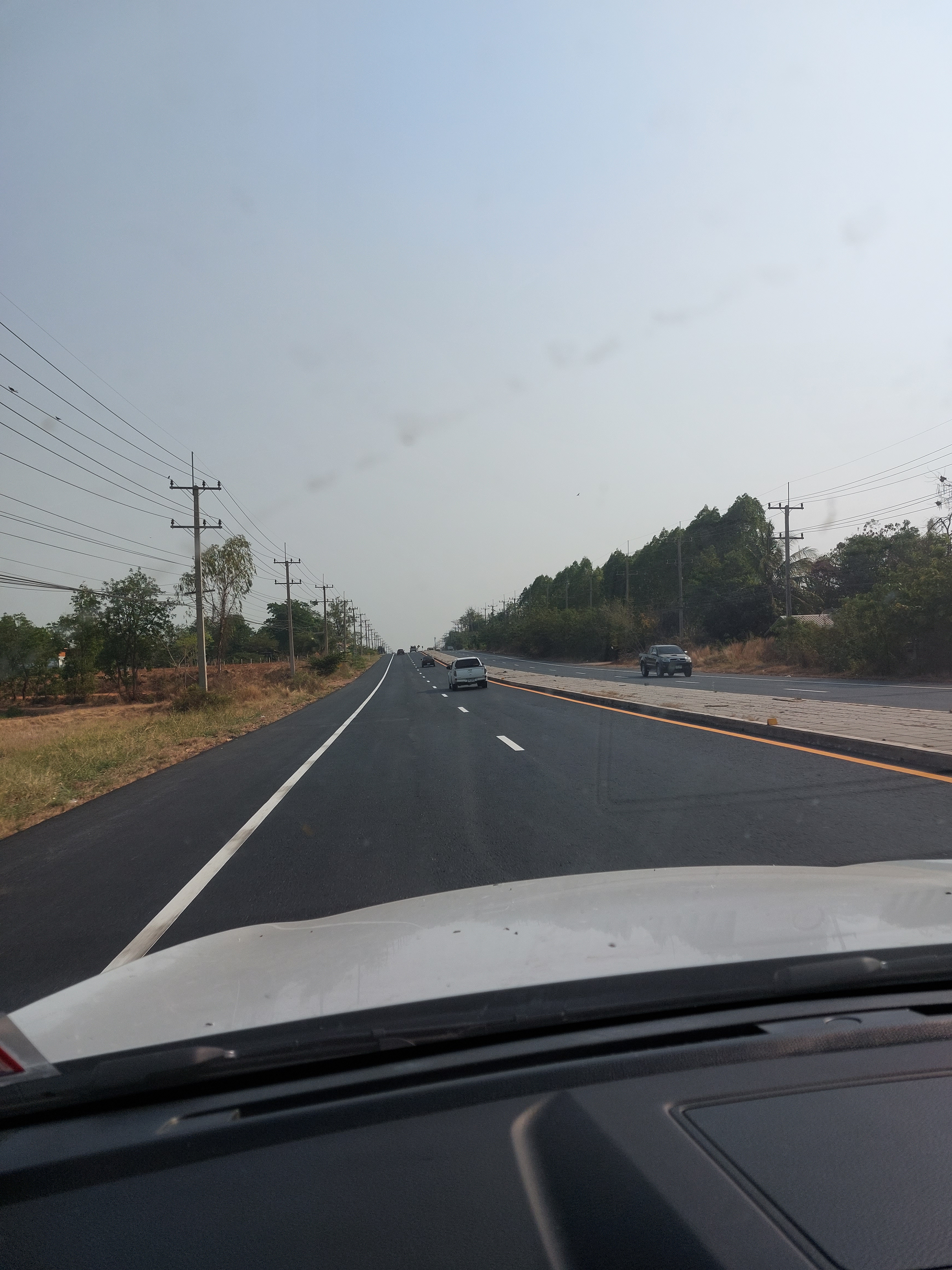
Neu erstellter vierspuriger Abschnitt der Thailand Route 201